# Fulvio Lipino
Quintus Fulvius Lippinus (en las fuentes hispanas como Quinto Fulvio Lipino), también conocido como Fulvius Hirpinius, fue un agricultor y agrónomo romano del siglo I a. C. Vivió en la región romana de Tarquinia, en la actual Toscana italiana. Su trayectoria se describe en la Rerum rusticarum libri III de Marco Terencio Varrón, y un siglo más tarde en Naturalis Historia de Plinio el Viejo.

## Cría de animales salvajes
Fulvio Lipino poseía un dominio de cuarenta yugadas (unas 10 ha) en las cercanías de Tarquinia, un gran dominio en Statona y algunos dominios en otros lugares. En estas áreas poseía granjas donde desarrolló métodos para criar diversa fauna que era fácilmente domesticable, como liebres, ciervos, ovejas salvajes, jabalíes y otros animales de caza. 
Según Varrón (op cit. III-XII), Lipino fue el primer romano en crear reservas para la cría de tales animales de caza. Esta iniciativa puede haber nacido en respuesta a la supresión de la caza, que sin embargo era un pasatiempo popular entre los romanos. La urgencia del gobierno romano de dividir la tierra condujo a una disminución drástica de los terrenos de caza, lo que obligó a la legislatura a introducir restricciones a la caza en áreas públicas.

## Cría de lirones
En sus granjas, Lipino también cultivó animales más pequeños como el lirón gris. Así, según Luis Núñez, también fue el inventor del glirarium, un jarrón de cerámica de gran tamaño con orificios para la respiración, que se usaba a modo de corral para criar animalillos de pequeño tamaño como lirones. Varrón también describe el gliarium de Lipino, pero no dice que Lipino sea su inventor. Lipino quizá mejoró el artefacto, pero la gliaria de uso doméstico se usó en los siglos previos. Sí que se le acredita a Lipino la explotación de granjas especialmente diseñadas para la cría a gran escala de este ratón, que luego vendía a los consumidores para su engorde final en casa.

## Cría de caracoles
Fue la helicicultura (el 'cultivo de caracoles') por lo que Lipino fue más conocido. Construyó las primeras reservas de caracoles o «coclearias» (en latín, cochlearium; pl. cochlearia) en Tarquinia, poco antes de que estallara la guerra civil entre Pompeyo y César. Con la construcción y explotación de estas coclearias, Fulvius Lippinus se convirtió en el primer criador de caracoles documentado de la historia. Las coclearias eran reservas rodeadas por canales de agua, de manera que evitaba la fuga de su «ganado». Estas reservas estaban equipados con un sistema de riego que era el antecesor del actual sistema de riego agrícola: las tuberías de agua con una cabeza en forma de rosa se colocaban contra una superficie de tal manera que el agua estallaba en una fina niebla y así proporcionaba a los caracoles el humedad necesaria. Lipino tenía una reserva separada para cada especie de caracol, cada uno de los cuales se comercializaba por sus cualidades específicas. Por ejemplo, tenía caracoles blancos pequeños de la cercana Rieti, caracoles grandes del Ilírico, caracoles medianos de África y caracoles particularmente grandes, también de África, los llamados Solitannae, que eran muy prolíficos.

### Técnica
Lipino alimentó a los caracoles con su propia fórmula desarrollada a base de vino hervido, harina y hierbas. Los caracoles rápido prosperaron con semejante dieta. Plinio el Viejo afirmó que «algunos caracoles crecían tanto que sus conchas se podían contener hasta 80 cuadrantes».
Con sus ideas innovadoras para cocinar caracoles, también llevó la gastronomía romana a otro nivel: encerraba los caracoles con leche, sal y pan en un frasco con orificios de ventilación durante unos días. Con la leche, que se debía renovar diariamente, se hinchaban hasta el punto de no caber dentro de sus propias conchas. En ese momento, se llevan a freír en aceite, se asan, o se cuecen, y se sirven con hierbas y salsas.

### Comercialización
Según Plinio, el consumo de caracoles inicialmente solo sería popular entre la clase alta romana (aunque la evidencia arqueológica en sitios como Pompeya y Volubilis sugiere que estaba bastante más extendido al resto de estamentos). Los métodos de Lipino tuvieron tanto éxito que finalmente tuvo que importar sus caracoles de todos los rincones del mundo conocido para satisfacer la creciente demanda de Roma. Tenía don de empresario, pues incluso organizó un sistema de distribución marítimo que entregaba regularmente en las islas de Sardeña y Sicilia, Capri, y las costas de Hispania y Mauritania. Tuvo tanto éxito en sus esfuerzos que otros, incluidos los conocidos romanos Lucio Licinio y Quinto Hortensio imitarían su modelo de helicicultura.

## Popularización de los caracoles
La idea de los caracoles frescos aparentemente se hizo popular, ya que muchos ciudadanos romanos comenzaron a cultivar caracoles en casa, y el cochlerium se convirtió en algo común no solo en Roma, sino en todo el Imperio Romano.
Gracias a Lipino, los caracoles encontraron su lugar en la antigua cocina romana alrededor del comienzo de la era. Plinio el Joven agasajaba a sus visitantes en casa con un menú exclusivo compuesto por «una hoja de lechuga, tres caracoles, dos huevos, espelta mezclada con miel y nieve», receta de Lipino. Sus recetas incluso se hicieron eco en De re coquinaria, el libro de cocina de Marco Gavio Apicio, publicado durante el siglo I.